# Ergasilidae
Ergasilidae – rodzina pasożytniczych widłonogów z rzędu Cyclopoida powodujących zachorowania ryb słodkowodnych i morskich. Choroba pasożytnicza przez nie wywoływana nazywana jest Ergasilosa. Do rodziny należy około 30 rodzajów.
Jej przedstawicielami są:
- Rodzaj Ergasilus
  - Ergasilus sieboldi – raczek skrzelowy powoduje zachorowania wielu gatunków ryb głównie słodkowodnych w Europie i Azji.
  - Ergasilus briani – pasożytuje między płatkami skrzelowymi głównie na linach (Tinca tinca) oraz szczupakach (Esox lucius).
  - Ergasilus gibbus – pasożytuje na skrzelach węgorza (Anguilla anguilla).
- Rodzaj Sinergasilus
  - Sinergasilus lieni – pasożyt skrzeli tołpygi białej (Hypophthalmichthys molitrix) oraz tołpygi pstrej (Aristichthys nobilis).
  - Sinergasilus major – pasożyt skrzeli amura białego (Ctenopharyngodon idella).
- Rodzaj Thersitina
  - Thersitina gasterostei – pasożyt atakuje ryby ciernikowate. Najczęściej okonie (Perca fluviatilis)